# Barbus lagensis
Barbus lagensis är en fiskart som först beskrevs av Günther, 1868.  Barbus lagensis ingår i släktet Barbus och familjen karpfiskar. IUCN kategoriserar arten globalt som otillräckligt studerad. Inga underarter finns listade.